# 2009年のNASCARキャンピング・ワールド・トラック・シリーズ
2009年のNASCARキャンピング・ワールド・トラック・シリーズは、15年目のシーズンとなる。2月13日のデイトナ・インターナショナル・スピードウェイにおけるネクストエラ・エナジー・リソーシズ250で始まり、11月20日のホームステッド＝マイアミ・スピードウェイにおけるフォード200で終了した。今シーズンはキャンピング・ワールドのスポンサーによりシリーズ名称が変更されてからの初めてのシーズンであった。キャンピング・ワールドはシリーズをスポンサードすることを2008年10月23日に発表し、7シーズンに渡って続けられる。ケヴィン・ハーヴィック・インクのロン・ホーナディがシリーズチャンピオンを獲得した。

## 2009年のスケジュール
| 開催日   | レース                                                            | 開催地                                         | 距離                       | 時刻      | テレビ | 優勝者                 |
| -------- | ----------------------------------------------------------------- | ---------------------------------------------- | -------------------------- | --------- | ------ | ---------------------- |
| 2月13日  | ネクストエラ・エナジー・リソーシズ250                             | デイトナ・インターナショナル・スピードウェイ   | 100 laps / 250 miles       | 8:00 PM   | SPEED  | トッド・ボーディン     |
| 2月20日  | サンバーナーディノ・カウンティ200                                 | オートクラブ・スピードウェイ                   | 100 laps / 200 miles       | 3:00 PM   | Fox    | カイル・ブッシュ       |
| 3月7日   | アメリカン・コマーシャル・ラインズ200                             | アトランタ・モーター・スピードウェイ           | 130 laps / 200 miles       | 1:00 PM   | SPEED  | カイル・ブッシュ       |
| 3月30日  | クローガー250                                                     | マーティンズビル・スピードウェイ               | 250 laps                   | 12:00 PM* | SPEED  | ケヴィン・ハーヴィック |
| 4月25日  | オライリー・オートパーツ250                                       | カンザス・スピードウェイ                       | 167 laps/ 250.5 miles      | 2:00 PM   | SPEED  | マイク・スキナー       |
| 5月15日  | ノースカロライナ・エデュケーション・ロタリー200                   | ロウズ・モーター・スピードウェイ               | 134 laps/ 201 miles        | 8:00 PM   | SPEED  | ロン・ホーナディ       |
| 5月29日  | AAAインシュアランス200                                            | ドーバー・インターナショナル・スピードウェイ   | 200 laps/ 200 miles        | 1:00 PM   | SPEED  | ブライアン・スコット   |
| 6月5日   | ウィンスター・ワールド・カジノ400                                 | テキサス・モーター・スピードウェイ             | 167 Laps/ 400.8 kilometers | 3:30 PM   | SPEED  | トッド・ボーディン     |
| 6月13日  | クールシティ・カスタムズ200                                       | ミシガン・インターナショナル・スピードウェイ   | 100 laps/ 200 miles        | 2:00 PM   | SPEED  | コーリン・ブラウン     |
| 6月20日  | コパート200                                                       | ミルウォーキー・マイル                         | 200 laps/ 200 miles        | 1:30 PM   | SPEED  | ロン・ホーナディ       |
| 6月27日  | メンフィストラベルドットコム200                                   | メンフィス・モータースポーツ・パーク           | 200 laps                   | 5:30 PM   | SPEED  | ロン・ホーナディ       |
| 7月18日  | ビルト・フォード・タフ225                                         | ケンタッキー・スピードウェイ                   | 150 laps                   | 3 PM      | SPEED  | ロン・ホーナディ       |
| 7月24日  | AAAインシュアランス200                                            | オライリー・レースウェイ・パーク               | 200 laps                   | 3 PM      | SPEED  | ロン・ホーナディ       |
| 8月1日   | トヨタ・タンドラ200                                               | ナッシュビル・スーパースピードウェイ           | 150 Laps                   | 2:00 PM   | SPEED  | ロン・ホーナディ       |
| 8月19日  | オライリー200プレゼンテッド・バイ・ヴァルヴォリン・マックスライフ | ブリストル・モーター・スピードウェイ           | 200 Laps                   | 2 PM      | SPEED  | カイル・ブッシュ       |
| 8月28日  | エンジョイイリノイドットコム225                                   | シカゴランド・スピードウェイ                   | 167 Laps                   | 3 PM      | SPEED  | カイル・ブッシュ       |
| 9月5日   | ルーカス・オイル200                                               | アイオワ・スピードウェイ                       | 200 laps                   | 9:30 PM   | SPEED  | マイク・スキナー       |
| 9月12日  | キャンピング・ワールド200                                         | ゲートウェイ・インターナショナル・レースウェイ | 160 Laps                   | 2 PM      | SPEED  | マイク・スキナー       |
| 9月19日  | ヘルーバ・グッド200                                               | ニューハンプシャー・モーター・スピードウェイ   | 200 laps                   | 1 PM      | SPEED  | カイル・ブッシュ       |
| 9月26日  | クイックライナー・ラスベガス350                                   | ラスベガス・モーター・スピードウェイ           | 146 laps/ 350.4 kilometers | 3 PM      | SPEED  | ジョニー・サウター     |
| 10月24日 | クローガー200                                                     | マーティンズビル・スピードウェイ               | 200 laps                   | Noon      | SPEED  | ティモシー・ピーターズ |
| 10月31日 | マウンテンデュー250                                               | タラデガ・スーパースピードウェイ               | 94 laps/ 250.04 miles      | 1 PM      | SPEED  | カイル・ブッシュ       |
| 11月6日  | ウィンスター・ワールド・カジノ350                                 | テキサス・モーター・スピードウェイ             | 146 laps/ 350.4 kilometers | 8:00 PM   | SPEED  | カイル・ブッシュ       |
| 11月13日 | ルーカス・オイル150                                               | フェニックス・インターナショナル・レースウェイ | 150 laps                   | 2 PM      | SPEED  | ケヴィン・ハーヴィック |
| 11月20日 | フォード200                                                       | ホームステッド＝マイアミ・スピードウェイ       | 134 laps/ 201 miles        | 1 PM      | SPEED  | ケヴィン・ハーヴィック |

- *豪雨のためFoxで当初の予定から遅れて土曜日に放送された。

## 2009年の参加ドライバー
| チーム                                             | 使用車両               | 車番 | ドライバー                               | スポンサー                     | オーナー                   | クルーチーフ                     |
| -------------------------------------------------- | ---------------------- | ---- | ---------------------------------------- | ------------------------------ | -------------------------- | -------------------------------- |
| ビリー・ボーリュー・モータースポーツ               | トヨタ・タンドラ       | 15   | シェーン・ジーグ                         | Phoenix Construction           | ビリー・ボーリュー         | リッチー・ワウターズ             |
| ビリー・ボーリュー・モータースポーツ               | トヨタ・タンドラ       | 51   | カイル・ブッシュ/ ブライアン・イックラー | Miccosukee/NOS Energy Drink    | ビリー・ボーリュー         | ダグ・ジョージ                   |
| サークル・バー・レーシング                         | フォード・F-150        | 10   | ジェームズ・ブッシャー (R)               | International MaxxForce Diesel | トム・ミッチェル           | ジェイミー・ジョーンズ           |
| サークル・バー・レーシング                         | フォード・F-150        | 14   | リック・クローフォード                   | Circle Bar Truck Corral        | トム・ミッチェル           | ケヴィン・スターランド           |
| ファスト・トラック・レーシング・エンタープライゼス | シボレー・シルバラード | 47   | ブランドン・ナップ                       | FT-11 Degreaser                | デイヴ・マクルーア         | デイヴ・マクルーア               |
| ファスト・トラック・レーシング・エンタープライゼス | シボレー・シルバラード | 48   | ブライアン・サイラス                     | Rockingham Speedway            | アンディ・ヒレンバーグ     | ジョナサン・モスタファ           |
| ジャーメイン・レーシング                           | トヨタ・タンドラ       | 30   | トッド・ボーディン                       | Germain.com                    | スティーヴン・ジャーメイン | マイク・ヒルマンJr.              |
| ガンブロッカー・レーシング                         | ダッジ・ラム           | 21   | マーク・ミッチェル                       | GunBroker.com                  | ドウェイン・ゴールディング | ハロルド・ゴールディングJr.      |
| ガンブロッカー・レーシング                         | ダッジ・ラム           | 22   | ウェイン・エドワーズ                     | GunBroker.com                  | ドウェイン・ゴールディング | ハロルド・ゴールディングJr.      |
| ガンブロッカー・レーシング                         | ダッジ・ラム           | 23   | ジェイソン・ホワイト                     | GunBroker.com                  | ドウェイン・ゴールディング | ダグ・ハウ                       |
| HTモータースポーツ                                 | トヨタ・タンドラ       | 24   | デヴィッド・スター                       | Zachry Holdings                | ジム・ハリス               | ジェイソン・ミラー               |
| HTモータースポーツ                                 | トヨタ・タンドラ       | 25   | テリー・クック                           | Harris Trucking                | シャロン・ハリス           | ダニー・ロリンズ                 |
| ケヴィン・ハーヴィック・インク                     | シボレー・シルバラード | 4    | リッキー・カーマイケル (R)               | Monster Energy                 | デラナ・ハーヴィック       | ビリー・ウィルバーン             |
| ケヴィン・ハーヴィック・インク                     | シボレー・シルバラード | 33   | ロン・ホーナディ                         | Longhorn Smokeless/VFW         | デラナ・ハーヴィック       | リック・レン                     |
| ラファティ・モータースポーツ                       | シボレー・シルバラード | 89   | マイク・ハーモン                         | Blue Ox Automotive             | クリス・ラファティ         | クリス・ラファティ               |
| MRDモータースポーツ                                | シボレー・シルバラード | 8    | デニス・セッツァー                       | Malcomson Construction         | デイヴ・マルコムソン       | ランディ・ディーン               |
| ノーム・ベニング・レーシング                       | シボレー・シルバラード | 57   | ノーム・ベニング                         | D3 Outdoors                    | ノーム・ベニング           | ケン・コージー                   |
| プレミアー・レーシング                             | トヨタ・タンドラ       | 17   | ティモシー・ピーターズ                   | Hayes Iron & Metal             | スティーヴ・スターリングス | チャド・ヘンドリック             |
| ランディ・モス・モータースポーツ                   | トヨタ・タンドラ       | 5    | マイク・スキナー                         | Exide Batteries/Bad Boy Mowers | デヴィッド・ダラー         | エリック・フィリップス           |
| ランディ・モス・モータースポーツ                   | トヨタ・タンドラ       | 81   | テイラー・マルサム (R)                   | One Eighty                     | ランディ・モス             | ダグ・ウォルコット               |
| レッド・ハウス・レーシング                         | トヨタ・タンドラ       | 1    | ジョニー・ベンソン                       | n/a                            | トム・デローチ             | トリップ・ブルース               |
| レッド・ハウス・レーシング                         | トヨタ・タンドラ       | 11   | T.J.ベル                                 | n/a                            | トム・デローチ             | リック・ゲイ                     |
| ラウシュ・フェンウェイ・レーシング                 | フォード・F-150        | 6    | コーリン・ブラウン                       | Con-way                        | ジャック・ラウシュ         | マイク・ビーム                   |
| SS-グリーン・ライト・レーシング                    | シボレー・シルバラード | 07   | チャド・マカムビー                       | ASI Limited                    | ケン・ホワイト             | ボビー・ドッター                 |
| SS-グリーン・ライト・レーシング                    | シボレー・シルバラード | 08   | ブッチ・ミラー                           | ASI Limited                    | ボビー・ドッター           | マイケル・デイヴィス             |
| ソースポート/CAPGレーシング                        | シボレー・シルバラード | 13   | ジョニー・サウター (R)                   | Fun Sand/Rodney Atkins         | マイク・カーブ             | ジェイソン・オーヴァーストリート |
| ソースポート・レーシング                           | シボレー・シルバラード | 88   | マット・クラフトン                       | Menards                        | ロンダ・ソーソン           | バド・ヘーフェル                 |
| ワイラー・レーシング                               | トヨタ・タンドラ       | 60   | ステーシー・コンプトン                   | Safe Auto Insurance Company    | ジェフ・ワイラー           | マーカス・リッチモンド           |
| エクスプレス・モータースポーツ                     | トヨタ・タンドラ       | 16   | ブライアン・スコット                     | New Albertsons Inc.            | J.B.スコット               | ジェフ・ヘンズリー               |

## 2009年シーズンのレース

### ネクストエラ・エナジー・リソーシズ250
| 1  | 30 | トッド・ボーディン     | トヨタ   | ジャーメイン・レーシング             |
| 2  | 51 | カイル・ブッシュ       | トヨタ   | ビリー・ボーリュー・モータースポーツ |
| 3  | 25 | テリー・クック         | トヨタ   | HTモータースポーツ                   |
| 4  | 7  | J.R.フィッツパトリック | シボレー | TRGモータースポーツ                  |
| 5  | 33 | ロン・ホーナディ       | シボレー | ケヴィン・ハーヴィック・インク       |
| 6  | 17 | ティモシー・ピーターズ | トヨタ   | プレミアー・レーシング               |
| 7  | 5  | マイク・スキナー       | トヨタ   | ランディ・モス・モータースポーツ     |
| 8  | 88 | マット・クラフトン     | シボレー | ソースポート・レーシング             |
| 9  | 6  | コーリン・ブラウン     | フォード | ラウシュ・フェンウェイ・レーシング   |
| 10 | 81 | テイラー・マルサム     | トヨタ   | ランディ・モス・モータースポーツ     |

予選落ち： アンディ・ラリー (#28), ノーム・ベニング (#57), マーク・ミッチェル (#89).

### サンバーナーディノ・カウンティ200
| 1  | 51 | カイル・ブッシュ       | トヨタ   | ビリー・ボーリュー・モータースポーツ |
| 2  | 30 | トッド・ボーディン     | トヨタ   | ジャーメイン・レーシング             |
| 3  | 07 | チャド・マカムビー     | シボレー | SS-グリーン・ライト・レーシング      |
| 4  | 24 | デヴィッド・スター     | トヨタ   | HTモータースポーツ                   |
| 5  | 11 | T.J.ベル               | トヨタ   | レッド・ハウス・レーシング           |
| 6  | 33 | ロン・ホーナディ       | シボレー | ケヴィン・ハーヴィック・インク       |
| 7  | 88 | マット・クラフトン     | シボレー | ソースポート・レーシング             |
| 8  | 4  | リッキー・カーマイケル | シボレー | ケヴィン・ハーヴィック・インク       |
| 9  | 17 | ティモシー・ピーターズ | トヨタ   | プレミアー・レーシング               |
| 10 | 9  | マックス・パピス       | トヨタ   | ジャーメイン・レーシング             |

予選落ち： マイク・ハーモン (#89).

### アメリカン・コマーシャル・ラインズ200
| 1  | 51 | カイル・ブッシュ       | トヨタ   | ビリー・ボーリュー・モータースポーツ |
| 2  | 2  | ケヴィン・ハーヴィック | シボレー | ケヴィン・ハーヴィック・インク       |
| 3  | 30 | トッド・ボーディン     | トヨタ   | ジャーメイン・レーシング             |
| 4  | 5  | マイク・スキナー       | トヨタ   | ランディ・モス・モータースポーツ     |
| 5  | 25 | テリー・クック         | トヨタ   | HTモータースポーツ                   |
| 6  | 07 | チャド・マカムビー     | シボレー | SS-グリーン・ライト・レーシング      |
| 7  | 33 | ロン・ホーナディ       | シボレー | ケヴィン・ハーヴィック・インク       |
| 8  | 40 | マイク・ブリス         | シボレー | キー・モータースポーツ               |
| 9  | 1  | ジョニー・ベンソン     | トヨタ   | レッド・ハウス・レーシング           |
| 10 | 16 | ブライアン・スコット   | トヨタ   | エクスプレス・モータースポーツ       |

### クローガー250
| 1  | 2  | ケヴィン・ハーヴィック | シボレー | ケヴィン・ハーヴィック・インク   |
| 2  | 33 | ロン・ホーナディ       | シボレー | ケヴィン・ハーヴィック・インク   |
| 3  | 5  | マイク・スキナー       | トヨタ   | ランディ・モス・モータースポーツ |
| 4  | 1  | ジョニー・ベンソン     | トヨタ   | レッド・ハウス・レーシング       |
| 5  | 14 | リック・クローフォード | フォード | サークル・バー・レーシング       |
| 6  | 60 | ステーシー・コンプトン | トヨタ   | ワイラー・レーシング             |
| 7  | 8  | デニス・セッツァー     | シボレー | MRDモータースポーツ              |
| 8  | 16 | ブライアン・スコット   | トヨタ   | エクスプレス・モータースポーツ   |
| 9  | 88 | マット・クラフトン     | シボレー | ソースポート・レーシング         |
| 10 | 52 | ケン・シュレーダー     | シボレー | ケン・シュレーダー・レーシング   |

### オライリー・オートパーツ250
| 1  | 5  | マイク・スキナー       | トヨタ   | ランディ・モス・モータースポーツ     |
| 2  | 1  | ジョニー・ベンソン     | シボレー | レッド・ハウス・レーシング           |
| 3  | 16 | ブライアン・スコット   | トヨタ   | エクスプレス・モータースポーツ       |
| 4  | 33 | ロン・ホーナディ       | シボレー | ケヴィン・ハーヴィック・インク       |
| 5  | 15 | ブライアン・イックラー | トヨタ   | ビリー・ボーリュー・モータースポーツ |
| 6  | 6  | コーリン・ブラウン     | フォード | ラウシュ・フェンウェイ・レーシング   |
| 7  | 88 | マット・クラフトン     | シボレー | ソースポート・レーシング             |
| 8  | 07 | チャド・マカムビー     | シボレー | SS-グリーン・ライト・レーシング      |
| 9  | 13 | ジョニー・サウター     | シボレー | ソースポート・レーシング             |
| 10 | 23 | ジェイソン・ホワイト   | ダッジ   | ガンブロッカー・レーシング           |

### ノースカロライナ・エデュケーション・ロタリー200
| 1  | 33 | ロン・ホーナディ       | シボレー | ケヴィン・ハーヴィック・インク       |
| 2  | 51 | カイル・ブッシュ       | トヨタ   | ビリー・ボーリュー・モータースポーツ |
| 3  | 88 | マット・クラフトン     | シボレー | ソースポート・レーシング             |
| 4  | 4  | ライアン・ニューマン   | シボレー | ケヴィン・ハーヴィック・インク       |
| 5  | 25 | テリー・クック         | トヨタ   | HTモータースポーツ                   |
| 6  | 7  | デヴィッド・ギリランド | シボレー | TRGモータースポーツ                  |
| 7  | 24 | デヴィッド・スター     | トヨタ   | レッド・ハウス・レーシング           |
| 8  | 81 | テイラー・マルサム (R) | トヨタ   | ランディ・モス・モータースポーツ     |
| 9  | 60 | ステーシー・コンプトン | トヨタ   | ワイラー・レーシング                 |
| 10 | 8  | デニス・セッツァー     | シボレー | MRDモータースポーツ                  |

- マイク・スキナー had flipped after a hard hit from T.J.ベル

### AAAインシュアランス200
| 1  | 16 | ブライアン・スコット | トヨタ   | エクスプレス・モータースポーツ       |
| 2  | 8  | デニス・セッツァー   | シボレー | MRDモータースポーツ                  |
| 3  | 24 | デヴィッド・スター   | トヨタ   | HTモータースポーツ                   |
| 4  | 23 | ジェイソン・ホワイト | ダッジ   | ガンブロッカー・レーシング           |
| 5  | 13 | ジョニー・サウター   | シボレー | ソースポート・レーシング             |
| 6  | 88 | マット・クラフトン   | シボレー | ソースポート・レーシング             |
| 7  | 07 | チャド・マカムビー   | シボレー | SS-グリーン・ライト・レーシング      |
| 8  | 5  | マイク・スキナー     | トヨタ   | ランディ・モス・モータースポーツ     |
| 9  | 51 | カイル・ブッシュ     | トヨタ   | ビリー・ボーリュー・モータースポーツ |
| 10 | 25 | テリー・クック       | トヨタ   | HTモータースポーツ                   |

### ウィンスター・ワールド・カジノ400
| 1  | 30 | トッド・ボーディン     | トヨタ   | ジャーメイン・レーシング           |
| 2  | 1  | マット・クラフトン     | シボレー | ソースポート・レーシング           |
| 3  | 6  | コーリン・ブラウン     | フォード | ラウシュ・フェンウェイ・レーシング |
| 4  | 1  | ジョニー・ベンソン     | トヨタ   | レッド・ハウス・レーシング         |
| 5  | 14 | リック・クローフォード | フォード | サークル・バー・レーシング         |
| 6  | 13 | ジョニー・サウター     | シボレー | ソースポート・レーシング           |
| 7  | 24 | デヴィッド・スター     | トヨタ   | HTモータースポーツ                 |
| 8  | 23 | ジェイソン・ホワイト   | ダッジ   | ガンブロッカー・レーシング         |
| 9  | 81 | テイラー・マルサム (R) | トヨタ   | ランディ・モス・モータースポーツ   |
| 10 | 5  | マイク・スキナー       | トヨタ   | ランディ・モス・モータースポーツ   |

### ミシガン200
| 1  | 6  | コーリン・ブラウン     | フォード | ラウシュ・フェンウェイ・レーシング   |
| 2  | 51 | カイル・ブッシュ       | トヨタ   | ビリー・ボーリュー・モータースポーツ |
| 3  | 15 | ブライアン・イックラー | トヨタ   | ビリー・ボーリュー・モータースポーツ |
| 4  | 1  | マット・クラフトン     | シボレー | ソースポート・レーシング             |
| 5  | 5  | マイク・スキナー       | トヨタ   | ランディ・モス・モータースポーツ     |
| 6  | 81 | テイラー・マルサム (R) | トヨタ   | ランディ・モス・モータースポーツ     |
| 7  | 33 | ロン・ホーナディ       | シボレー | ケヴィン・ハーヴィック・インク       |
| 8  | 17 | ティモシー・ピーターズ | トヨタ   | レッド・ハウス・レーシング           |
| 9  | 8  | デニス・セッツァー     | シボレー | MRDモータースポーツ                  |
| 10 | 25 | テリー・クック         | トヨタ   | HTモータースポーツ                   |